# Грос-Мордорф
Грос-Мордорф (нім. Groß Mohrdorf) — громада в Німеччині, розташована в землі Мекленбург-Передня Померанія. Входить до складу району Передня Померанія-Рюген. Складова частина об'єднання громад Альтенплен.
Площа — 41,56 км2. Населення становить 759 ос. (станом на 31 грудня 2020).

## Галерея

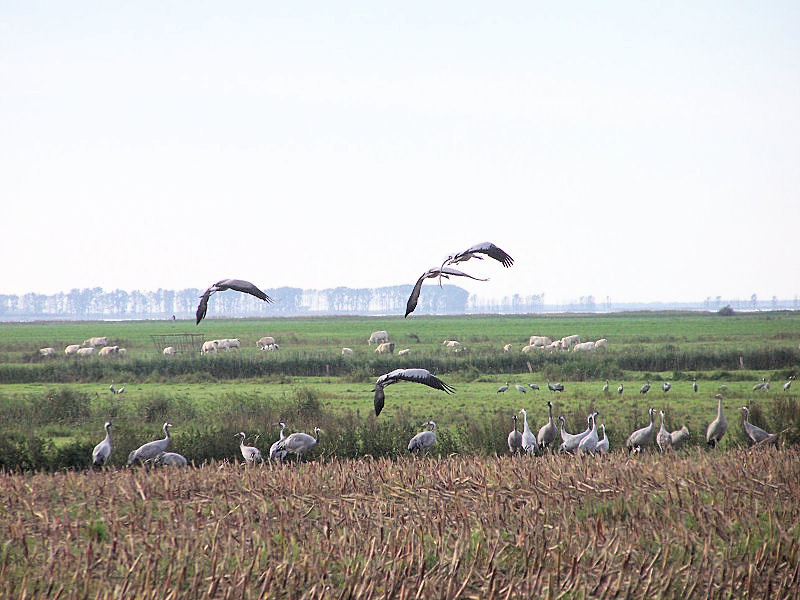